# Robiquetia spathulata
Robiquetia spathulata là một loài thực vật có hoa trong họ Lan. Loài này được (Blume) J.J.Sm. miêu tả khoa học đầu tiên năm 1912.